# Upplands runinskrifter 514
Upplands runinskrifter 514 är en runsten som står utanför den västra ytterväggen av vapenhuset till Rimbo kyrka. Runstenen präglas av en enkel runslinga samt ett enkelt kors i mitten. Den saknar ytterligare ornament.

## Inskriften

### Inskriften i runor
ᛅᚾᚢᚾᛏᚱ᛫ᛚᛁᛏ᛫ᛅᚢᚴ᛫ᚴᛂᚱᛅ᛫ᛒᚱᚭ᛫ᛅᚢᚴ᛫ᛋᛏᛅᛁᚾ᛫ᚱᛁᛏᛁ᛫ᛂᚠᛏᛁᛦ᛫ᚴᛁᛏᛁᛚᚠᛅᛋᛏ᛫ᚠᛅᚦᚢᚱ᛫ᛋᛁᚾ᛫ᚭᚴ᛫ᚠᛅᚱᚢᛚᚠᚱ

### Inskriften i translitterering
anuntr * lit * auk * kera * bro * auk * stain riti * eftiR * ketilfast * faþur * sin * ok * farulfr 

### Inskriften i normalisering
Anundr let ok gærva bro ok stæin retti æftiR Kætilfast, faður sinn, ok FarulfR.

### Inskriften i översättning
"Anund lät också göra bron och reste stenen till minne av Kättilfast, sin fader, och Farulv."